# Slaget ved Dybbøl (1848)
|  | For krigshandlingerne samme sted i 1864, se Kampene ved Dybbøl. |
Slaget ved Dybbøl 1848 var en del af treårskrigen fra 1848 til 1851. Kort forinden, d. 28 maj, var en tysk forbundsstyrke under general Hugh Halkett blevet trængt tilbage i slaget ved Nybøl, og den danske hær havde taget opstilling på Dybbøl banke. Den 5. juni forsøgte man fra tysk side at generobre området og den strategisk vigtige flankestilling ved Dybbøl. Det tyske angreb havde indledningsvis succes, men blev efter et dansk modangreb trængt tilbage og resultatet blev en dansk sejr.

## Baggrund
Efter slaget ved Nybøl den 28. maj, var den tyske hær blevet samlet omkring Flensborg, her opslog general Friedrich Wrangel sit hovedkvarter, hvor han tog en beslutning om helt at kaste de danske tropper ud af Sundeved – og angrebet blev fastsat til den 5. juni. Angrebet blev forsøgt skjult bag afholdelsen af en stor parade i anledning den hannoveranske konges, Ernst Augusts, fødselsdag samme dag.
I angrebet skulle forbundsdivisionen og den preussiske linjebrigade under general Edward Bonin rykke frem mod Dybbøl – mens den preussiske garderbrigade skulle marchere mod Aabenraa for at kaste den danske oberst Hans A. Juels kavaleris styrker ud af Nordslesvig. Avantgarden og brigaden Marchalck tilhørende general Hugh Halkett skulle fra Gråsten rykke frem over Adsbøl og Nybøl mod brohovedet ved Alssund. Den slesvig-holstenske hær skulle blive i Adsbøl som reserve. De tyske styrker talte 14 bataljoner, seks eskadroner og fire batterier. I alt ca. 12.000 mand.

## Angreb
Angrebet begyndte om formiddagen mod den danske venstrefløj. Snart måtte danskerne opgive Nybøl By og møllen dér og blev senere blev kastet ud af Stenderup og Bøffelkobbel. Den danske venstrefløj måtte trække sig helt tilbage til Dybbøl for dér at indtage en ny stilling. Under dette angreb havde den preussiske linjebrigade samlet sig så langt tilbage, at general Wrangel måtte befale, at det ellers sejrrige angreb måtte stoppes for at give linjebrigaden tid til at nå frem til kamplinjen.
Angrebets pause betød, at der blev tid til at sætte danske reserver ind i kampen fra Als og derved forstærke Dybbøl-stillingen. Der havde i mellemtiden været hårde kampe under den danske tilbagetrækning. Dybbøl-stillingen blev nu så tilpas forstærket, at det tyske angreb brød sammen. Omkring kl. 18:30 gav general Wrangel ordre til retræte – og netop på det tidspunkt iværksattes et dansk modangreb. De danske enheder stormede frem under jubel og drev fjenden tilbage til Nybøl. Om denne storm skrev et tysk øjenvidne: "Som en blodrød Sky, truende med Ødelæggelse, væltede de danske Styrker ned over Banken". Danskerne fulgte dog ikke sejren op, da man forventede, at tyskerne ville angribe igen dagen efter med deres ubrugte reserver – dette ville betyde en klar tysk overmagt.

## Efterspil
Danskerne havde, efter slaget, 59 døde og 171 mere eller mindre sårede, i denne opregning er der medtaget både officerer og andet mandskab under ét. Desuden blev 17 taget til fange. Tyskerne havde et tab på 321 mand, heraf 44 døde, 213 sårede samt 40 fanger. Danskerne havde opnået at sikre og hævde Dybbøl-stillingen, hvilket betød, at man stadigvæk kontrollerede noget af Slesvig. Militærhistorikere fremhæver især Schleppegrells strategiske evner under slaget. Hertil kom at de danske troppers moral var højnet og den danske befolkning fik stor tillid til dens soldater.
i august blev der, efter pres fra stormagterne, indgået en våbenstilstand som skulle vare frem til foråret 1849, samtidig med, at der blev blev ført internationale forhandlinger om en fred. Både den danske og den Slesvig-Holstenske hær skulle rømme Slesvig, dog var der fortsat danske styrker på øen Als.